# 普魯士的腓特烈王子 (1911年—1966年)
普魯士的腓特烈（德語：Friedrich von Preußen，1911年12月19日—1966年4月20日），威廉皇儲與妻子塞西莉埃的幼子，德意志皇帝威廉二世的孫子。

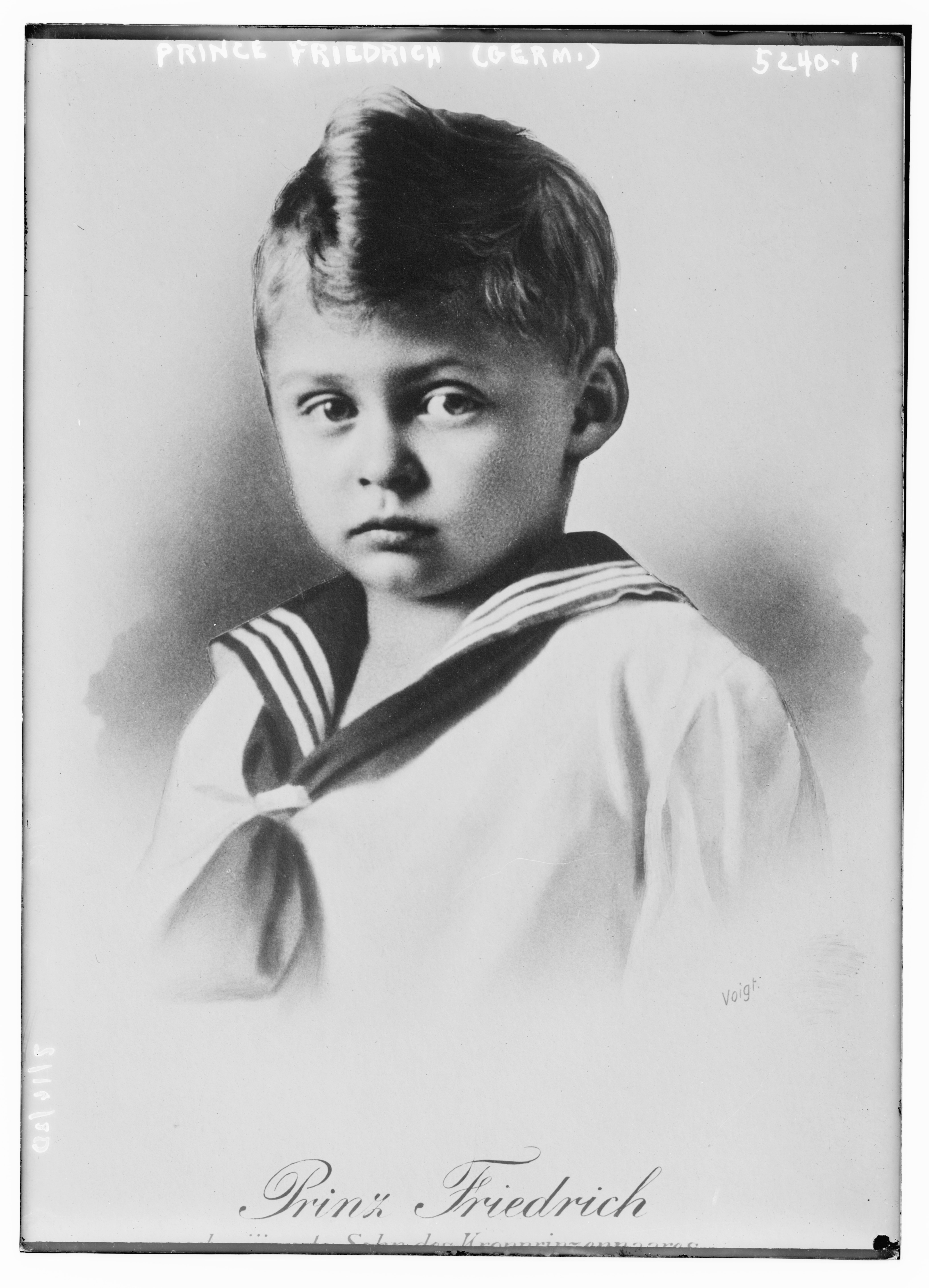
1915年

## 家庭
1945年，腓特烈與英國爱尔兰裔的貴族布莉姬·吉尼斯結婚，兩人共有3子2女：
1. 尼古拉（1946年出生）
2. 安德烈斯（1947年出生）
3. 維多利亞（1952年出生）
4. 魯普雷希特（1955年出生）
5. 安東妮亞（英语：Princess Antonia, Duchess of Wellington）（1955年出生），威靈頓公爵夫人